# Sabon-Machi
Sabon-Machi este o comună rurală din departamentul Dakoro, regiunea Maradi, Niger, cu o populație de 25.205 locuitori (2001).